# 一千万人の劇場
『一千万人の劇場』（いっせんまんにんのげきじょう）は、1964年4月1日から同年12月30日までフジテレビ系列局が編成していたフジテレビ製作のテレビドラマ放送枠である。日本電気（NEC）と新日本電気（後の日本電気ホームエレクトロニクス）のグループ単独提供。編成時間は毎週水曜 21:45 - 22:45 （日本標準時）。
1964年5月6日に放送された『小さき闘い』主演俳優の石原裕次郎と、同年7月1日に放送された『あぶら照り』主演女優の京マチ子は、共にテレビドラマ初出演という触れ込みだった。

## 放送作品一覧
| タイトル                             | 放送日         | 原作                 | 脚本       | 主な出演                                       |
| ------------------------------------ | -------------- | -------------------- | ---------- | ---------------------------------------------- |
| 巴里に死す                           | 1964年4月1日   | 芹沢光治良           | 高野悦子   | 香川京子、佐田啓二、森雅之、東山千栄子         |
| 案山子                               | 1964年4月8日   | 水上勉               | 大石隆一   | 伊藤雄之助、森光子、加藤武、田代信子           |
| お茶子                               | 1964年4月15日  | 川口松太郎           | 不明       | 三益愛子、林与一、片岡仁左衛門                 |
| 春の夢                               | 1964年4月22日  | -                    | 木下恵介   | 永井智雄、東山千栄子、岩崎加根子、小林哲子     |
| 一日未亡人                           | 1964年4月29日  | 不明                 | 不明       | 草笛光子、滝田裕介、藤木悠、平松淑美           |
| 小さき闘い                           | 1964年5月6日   | 石原慎太郎           | 山中恒     | 石原裕次郎、池田秀一、夏川大二郎、水戸光子     |
| 殉死                                 | 1964年5月13日  | 滝口康彦             | 高橋博     | 加藤剛（二役）、河野秋武、細川ちか子、高津住男 |
| 女の顔                               | 1964年5月20日  | 石坂洋次郎           | 不明       | 三益愛子、藤山陽子、船戸順、井上孝雄           |
| 霧笛                                 | 1964年5月27日  | 大佛次郎             | 不明       | 市川猿之助、浜木綿子、藤原義江、河津清三郎     |
| 網の中の栄光                         | 1964年6月3日   | 小幡欣治             | 本田英郎   | 緒形拳、吉行和子、内田良平、渡辺文雄           |
| 結婚                                 | 1964年6月10日  | 芹沢光治良           | 不明       | 杉村春子、三津田健、小川真由美、真船道朗       |
| 私に薔薇を                           | 1964年6月17日  | -                    | 北村篤子   | 高千穂ひづる、高松英郎、千之赫子               |
| 扉の中の風景                         | 1964年6月24日  | -                    | 大野靖子   | 岡田茉莉子、原保美、金内吉男                   |
| あぶら照り                           | 1964年7月1日   | -                    | 水木洋子   | 京マチ子、野川由美子、藤村志保、富永美紗子     |
| 幸せを三人前                         | 1964年7月8日   | -                    | 松木ひろし | 中村メイコ、緑魔子、ジュディ・オング、多々良純 |
| 猫と庄造と二人の女                   | 1964年7月15日  | 谷崎潤一郎           | 八住利雄   | 實川延若、浪花千栄子、野川由美子、夢路いとし   |
| ある母の記録                         | 1964年7月22日  | 不明                 | 大野靖子   | 藤間紫、信欽三、三井弘次、加藤和夫             |
| 日本橋                               | 1964年7月29日  | 泉鏡花               | 不明       | 池内淳子、土屋嘉男、稲野和子、戸浦六宏         |
| つくだ煮の歌                         | 1964年8月5日   | 牛島孝之             | 不明       | 伴淳三郎、石浜朗、野口ふみえ、弓恵子           |
| 橋の女                               | 1964年8月12日  | 不明                 | 田中澄江   | 水谷八重子、森雅之、花柳喜章、水谷良重         |
| 機の音                               | 1964年8月19日  | 木下順二             | 不明       | 中丸忠雄、井上孝雄、藤田進、香川京子、田崎潤   |
| いやな奴                             | 1964年8月26日  | 不明                 | 不明       | 木村功、岡田英次、藤里まゆみ、織本順吉         |
| おやじの勲章                         | 1964年9月2日   | 不明                 | 不明       | 島田正吾、緒形拳、初瀬乙羽、辰巳柳太郎         |
| お姉ちゃんの手をしっかり握ってごらん | 1964年9月9日   | 不明                 | 不明       | 鳳八千代、三上真一郎                           |
| 白野弁十郎                           | 1964年9月16日  | エドモン・ロスタン   | 不明       | 長門勇、長谷川哲男、岩崎加根子                 |
| はだかっ子                           | 1964年9月23日  | 近藤健               | 生田直親   | 月村成基、森光子、殿山泰司、桑山正一           |
| 愛・その奇蹟                         | 1964年9月30日  | -                    | 寺島アキ子 | 江原真二郎、中原ひとみ、森幹太、久米明         |
| 失われた時 -伊勢湾台風-              | 1964年10月7日  | （ドキュメンタリー） | -          | （作）植草圭之助、岡田晋 / （語り手）岡田英次  |
| わかれ道                             | 1964年10月15日 | 樋口一葉             | 内村直也   | 朝丘雪路、久米明、山本学、一の宮あつ子         |
| 志士流行り                           | 1964年10月21日 | 不明                 | 不明       | 加藤大介、桑山正一、光本幸子、名古屋章         |
| 海へ行きたい                         | 1964年10月28日 | -                    | 寺山修司   | 長門裕之、安井昌二、小松方正                   |
| 風船玉計画                           | 1964年11月4日  | 不明                 | 不明       | 牟田悌三、藤岡琢也、御木本伸介、市川和子       |
| 聖火                                 | 1964年11月11日 | -                    | 早坂暁     | 長谷川照夫、富士真奈美、菅井きん、永山一夫     |
| コスモスよ赤く咲け                   | 1964年11月18日 | -                    | 大野靖子   | 緒形拳、大辻伺郎、河野秋武                     |
| 季節風海賊                           | 1964年11月25日 | 不明                 | 不明       | 小瀬朗、竹居三和、天野有恒、藤岡琢也           |
| 若いヨーロッパ                       | 1964年12月2日  | （ドキュメンタリー） | -          | （構成）河野洋 / （出演・語り手）吉永小百合    |
| 荒地の女                             | 1964年12月9日  | -                    | 北村篤子   | 小林千登勢、佐野浅夫、垂水悟郎、小夜福子       |
| 加茂のおさ音                         | 1964年12月16日 | 水上勉               | 長谷部慶次 | 河原崎長一郎、阪口美奈子、加藤嘉               |
| 小さき闘い                           | 1964年12月23日 |                      |            | （1964年5月6日放送分の再放送）                 |
| おんまの国                           | 1964年12月30日 | -                    | 小幡欣治   | 左幸子、野々村潔、伊藤正次、前田信明           |

## 後日談
1988年3月31日に放送されたフジテレビの回顧特番『フジテレビ30年史』のコーナー「大そうじで出てきた番組たち」で、本枠放送作品の『網の中の栄光』が紹介された。